# لینکلن (واشینگتن)
لینکلن (به انگلیسی: Lincoln) یک منطقهٔ مسکونی در ایالات متحده آمریکا است که در شهرستان لینکلن، واشینگتن واقع شده‌است. لینکلن ۴۲۴٫۹ متر بالاتر از سطح دریا واقع شده‌است.